# يوكي كويكي
يوكي كويكي (باليابانية: 小池 悠貴) (مواليد 18 أبريل 1986)، هو لاعب كرة قدم ياباني سابق كان يلعب كمهاجم.

## وصلات خارجية
- يوكي كويكي على موقع رابطة كرة القدم اليابانية للمحترفين (اليابانية)
- يوكي كويكي على موقع قاعدة بيانات كرة القدم.إي يو (الإنجليزية)
- يوكي كويكي على موقع Soccerway.com (الإنجليزية)
- يوكي كويكي على موقع عالم كرة القدم.نت (الإنجليزية)
- يوكي كويكي على موقع كووورة